# Fils de Rizk
Pour plus de détails, voir Fiche technique et Distribution.
Fils de Rizk ouWlad Rizk (  ولاد رزق) est un film d’action égyptien réalisé par Tarek Alarian et sorti en 2015. Le scénario est écrit par Salah El Goheny. Ce film raconte l’histoire de quatre frères plongés dans la criminalité après la perte de leur père, évoluant dans les quartiers populaires du Caire.

## Synopsis
Reda, Rabie, Ramadan et Raga Rizk sont quatre frères liés par une promesse de quitter le monde du crime. Après un casse qui tourne mal, leurs liens se fragilisent. Reda tente de reformer le groupe pour un dernier coup, mais des ennemis du passé les rattrapent. Entre trahisons, violence et poursuites policières, la fraternité est mise à l’épreuve,,.

## Distribution
- Ahmed Ezz : Reda Rizk
- Amr Youssef : Rabie Rizk
- Ahmed El-Fishawy : Raga Rizk
- Karim Kassem : Ramadan Rizk
- Ahmed Dawood : Radwan Rizk
- Mohamed Mamdouh : Inspecteur
- Sayed Ragab, Nassr Seif, et d'autres

## Production et accueil
Le film est produit par la société Raw Entertainment. À sa sortie, il connaît un succès commercial important dans le monde arabe, notamment en Égypte. Il est salué pour son rythme soutenu, son esthétique urbaine réaliste et les performances de ses acteurs.

## Suites
- Wlad Rizk 2 (2019) : avec le même casting principal.
- Wlad Rizk 3 : prévu pour 2024 ou 2025.